# Granges-Paccot
Granges-Paccot ([gʀɑ̃ʒpakɔ];  in Freiburger Patois (früher verbreitet): Gradzè Pako [ˈgrɑ̃dzɛˈpako]ⓘ) ist eine politische Gemeinde im Schweizer Kanton Freiburg. Der Ort liegt im District de la Sarine (deutsch: Saanebezirk), an der deutsch-französischen Sprachgrenze, dem  «Röstigraben». Der frühere deutsche Ortsname Zur Schüren wird heute kaum noch verwendet.

## Geographie
Granges-Paccot liegt auf 620 m ü. M., 2,5 km nordwestlich der Kantonshauptstadt Freiburg (Luftlinie). Das Dorf erstreckt sich auf einem Hochplateau westlich des Saanegrabens und nördlich des Tals des Lavapesson, am nördlichen Stadtrand von Freiburg, im Molassehügelland des Freiburger Mittellandes.
Die Fläche des 4,0 km² grossen Gemeindegebiets umfasst einen Abschnitt der Molassehöhen zwischen den Tälern der Sonnaz und der Saane. Im Nordosten und Osten verläuft die Grenze entlang der Saane, die hier zum Schiffenensee aufgestaut ist und in einem grossen Bogen das Plateau von Grandfey umschliesst. Der Schiffenensee ist hier rund 70 m in die Molasseschichten eingeschnitten und bildet steile, teilweise von Sandsteinfelsen durchzogene Hänge. Das westlich anschliessende Hochplateau wird durch das Tal des Lavapesson in zwei Teile untergliedert. Südlich des Tals reicht der Gemeindeboden auf die Höhe von Chamblioux (mit 680 m ü. M. der höchste Punkt von Granges-Paccot). Nördlich des Lavapesson befindet sich das Plateau von Granges-Paccot, das gegen Norden zum Tal der Sonnaz abfällt. Nach Westen erstreckt sich das Gebiet bis an den Waldrand des Bois de la Faye (bis 650 m ü. M.). Von der Gemeindefläche entfielen 1997 26 % auf Siedlungen, 16 % auf Wald und Gehölze, 50 % auf Landwirtschaft, und etwas weniger als 8 % war unproduktives Land.
Zu Granges-Paccot gehören die Siedlung Agy (600 m ü. M.; auch: Agiez, Agié, Agye, Azje, deutsch Ebsachen oder Eppsachen) auf dem Plateau westlich des Saanegrabens, weitere Gewerbe- und Wohnsiedlungen sowie einige Einzelhöfe. Nachbargemeinden von Granges-Paccot sind Freiburg, Givisiez, La Sonnaz und Düdingen.

## Bevölkerung
Mit 3936 Einwohnern (Stand 31. Dezember 2023) gehört Granges-Paccot zu den mittelgrossen Gemeinden des Kantons Freiburg. Von den Bewohnern sind 76,0 % französischsprachig, 14,9 % deutschsprachig, und 2,3 % sprechen Italienisch (Stand 2000). Die Bevölkerungszahl von Granges-Paccot belief sich 1850 auf 180 Einwohner, 1900 auf 311 Einwohner. Im Verlauf der ersten Hälfte des 20. Jahrhunderts blieb die Bevölkerungszahl weitgehend stabil. Danach setzte ein markantes Bevölkerungswachstum ein, insbesondere während der 1960er-Jahre und seit 1980 (1143 Einwohner). In den letzten 20 Jahren hat sich die Einwohnerzahl verdoppelt.

## Wirtschaft
Granges-Paccot war bis Mitte des 20. Jahrhunderts ein vorwiegend durch die Landwirtschaft geprägtes Dorf. Seit den 1950er Jahren setzte aber eine rasante Entwicklung zur Agglomerationsgemeinde von Freiburg mit grossen Gewerbe- und Industrieflächen ein.
Heute bietet Granges-Paccot rund 2200 Arbeitsplätze an. Mit 1 % der Erwerbstätigen, die noch im primären Sektor beschäftigt sind, hat die Landwirtschaft nur noch einen marginalen Stellenwert in der Erwerbsstruktur der Bevölkerung. Etwa 19 % der Erwerbstätigen sind im industriellen Sektor tätig, während der Dienstleistungssektor rund 80 % der Arbeitskräfte auf sich vereinigt (Stand 2001).
Dank der guten Verkehrsanbindung ist Granges-Paccot Standort dreier grosser Einkaufszentren (Möbel, Elektronik, Sportartikel, Bekleidung). In der Gemeinde sind Unternehmen des Bau- und Transportgewerbes, des Metallbaus, der Telekommunikation, der Informationstechnologie, der Elektrobranche, des Schwimmbadbaus und eine Gipserei vertreten. Weitere Arbeitsplätze sind im Handel, in der Verwaltung und zahlreichen Dienstleistungsunternehmen vorhanden. In Granges-Paccot befindet sich das Forum Fribourg, ein 1999 eröffnetes grosses Ausstellungs-, Kongress- und Konzertzentrum. Seit 2012 befinden sich in Granges-Paccot die französischsprachige Sportredaktion und ein Fernsehstudio des Pay-TV-Senders Teleclub.
In den letzten Jahrzehnten hat sich das Dorf auch zu einer Wohngemeinde entwickelt. Die vier neuen Wohnzonen befinden sich am Westhang sowie nördlich des Hügels Chamblioux (mit einem neuen Zentrum der Gemeinde), am Ostrand des Bois de la Faye und das jüngste in Agy südlich des Lavapesson-Tals. Die Siedlungs- und Gewerbegebiete von Granges-Paccot sind heute nahezu lückenlos mit denjenigen der Nachbargemeinden Freiburg und Givisiez zusammengewachsen.

## Verkehr
Die Gemeinde ist verkehrsmässig gut erschlossen. Sie liegt an der Hauptstrasse von Freiburg nach Murten. Der nächste Anschluss an die 1971 eröffnete Autobahn A12 (Bern-Vevey), welche das Gemeindegebiet entlang des Lavapesson-Tals durchquert und zerschneidet, befindet sich rund 1 km vom Ortskern entfernt. Obwohl die Eisenbahnlinien der Strecken Freiburg – Bern und Freiburg – Payerne durch das Gemeindegebiet führen, besitzt Granges-Paccot bisher keine Haltestelle. Durch zwei Buslinien der Freiburgischen Verkehrsbetriebe ist Granges-Paccot mit Freiburg verbunden: mit der Stadtbuslinie 9 (Freiburg Bahnhof – La Faye in Givisiez) und der Stadtbuslinie 1 (Marly – Freiburg Bahnhof – Portes de Fribourg).

## Geschichte
Erstmals schriftlich erwähnt findet sich der Ort 1317 unter dem Namen Grangiarum, abgeleitet vom spätlateinischen Wort grangia «Scheune». Das Dorf gehörte zunächst den Herren von Englisberg, die hier eine Burg besassen. Im Lauf des 13. Jahrhunderts kam es an die Herren von Billens und 1317 in den Besitz des Bürgerspitals Freiburg. Die «Scheunen» wurden jeweils nach dem Besitzer benannt, weswegen der Name von Grange d’Englisberg nach Grange de Billens wechselte. Als im 15. Jahrhundert die Familie Paccot die Bewirtschaftung eines Teils des Spitalgutes übernommen hatte, wechselte der Name zu Grange à Paquot oder Grange-Pacot. Die heutige Namensform ist seit 1807 belegt.
Im 15. Jahrhundert kam Granges-Paccot unter die Herrschaft von Freiburg und wurde der Alten Landschaft (Neustadtpanner) zugeordnet. Bis 1793 bildete das Dorf mit Givisiez eine Gemeinde, erst nachher wurde es selbständig. Nach dem Zusammenbruch des Ancien régimes (1798) gehörte Granges-Paccot während der Helvetik und der darauf folgenden Zeit zum Bezirk Freiburg, bevor es 1848 mit der neuen Kantonsverfassung in den Saanebezirk eingegliedert wurde. Granges-Paccot besitzt keine eigene (katholische) Kirche, es gehört zur Pfarrei Givisiez.
Eine Fusion von Granges-Paccot, Givisiez, Corminboeuf und Chésopelloz war bis 2014 unter dem Namen «2C2G» in Vorbereitung – der neue Ort sollte Englisbourg heissen (nach der Familie Englisberg, die in allen vier Orten gewirkt hat). Sie wurde in einer Volksabstimmung am 30. März 2014 von den Stimmenden Granges-Paccots abgelehnt.

## Sehenswürdigkeiten
Da Granges-Paccot sich früher aus verschiedenen Herrschafts- und Bauernhäusern zusammensetzte, hat es kein historisches dörfliches Zentrum – in der Route de Chantemerle wird seit 2002 versucht, einen solchen zentralen Platz mit entsprechender Infrastruktur (Restaurants, Geschäfte, Post, Bibliothek, Gemeindeadministration) zu schaffen. Unter den Herrschaftshäusern sind diejenigen von Montenach und Grandfey aus dem 18. Jahrhundert zu erwähnen. Bei Grandfey überquert die Eisenbahnlinie den Saanegraben auf dem Grandfey-Viadukt, einem rund 60 m hohen Bogenviadukt.

## Persönlichkeiten
- Isabelle Chassot (* 1965), Politikerin, in Granges-Paccot aufgewachsen und lebt hier

## Sport
Granges-Paccot ist Sitz von Swiss Basketball, dem Schweizer Basketballverband.